# Ehsan Tabari
 (mars 2017).
Si vous disposez d'ouvrages ou d'articles de référence ou si vous connaissez des sites web de qualité traitant du thème abordé ici, merci de compléter l'article en donnant les références utiles à sa vérifiabilité et en les liant à la section « Notes et références ».
Ehsan Tabari (Sari, 8 février 1917 - 28 avril 1989) est un intellectuel iranien, membre fondateur et théoricien du Parti communiste iranien Tudeh.